# Agrostis goughensis
Agrostis goughensis là một loài cỏ thuộc họ Poaceae. Loài này có ở đảo Gough.